# Cem Karaca (Fußballspieler)
Cem Karaca (* 8. Mai 1976 in Hofheim am Taunus) ist ein deutsch-türkischer Fußballspieler.

## Karriere
Karaca spielte im Nachwuchsbereich für Eintracht Frankfurt und wechselte als A-Jugendlicher zum 1. FC Kaiserslautern. Vor Beginn der Saison 1994/95 wurde er von Trainer Friedel Rausch in den Bundesliga-Kader des damaligen Vizemeisters berufen. Allerdings bestritt er in den beiden folgenden Spielzeiten keine Erstliga-Partie für den FCK, der 1996 aus der Bundesliga abstieg. Dafür spielte er für die Reservemannschaft in der damaligen Regionalliga West/Südwest.
Nach dem Wiederaufstieg 1997 wechselte Karaca zum Zweitligisten FC St. Pauli. Bei den Hamburgern gehörte er in den folgenden drei Jahren zum festen Stamm und kam in 75 Zweitligaspielen zum Einsatz, in denen er fünf Tore erzielte. Dabei absolvierte er 15 Punktspiele über die komplette Spielzeit; ansonsten wurde er entweder ein- oder ausgewechselt.
Im Jahr 2000 verließ Karaca Deutschland und wechselte in die Türkei zu Yozgatspor. Im Dezember wurde er wegen eines positiven Dopingtests für sechs Monate gesperrt. 2002 verpflichtete ihn Fenerbahçe Istanbul, den er ein Jahr später bereits wieder verlassen musste. Engagements bei Konyaspor und Kayserispor schlossen sich an, ehe er 2005 einen Vertrag beim Verein Sivasspor unterschrieb. Mit diesem belegte Karaca als Aufsteiger in der Saison 2005/06 den achten Platz in der Süper Lig. Zur Saison 2007/08 wechselte Karaca zu İstanbulspor.
Im Jahr 2011 kam er nach Deutschland zurück und schloss sich als Spielertrainer dem hessischen Verbandsligisten Türkischer SV Wiesbaden an.